# Telling the World
Telling the World ist ein Lied des britischen R&B-Sängers Taio Cruz aus dem Jahr 2011.

## Entstehung und Veröffentlichung
Das Lied wurde vom Interpreten selbst, zusammen mit Alan Kasirye, geschrieben beziehungsweise komponiert. Cruz zeichnete darüber hinaus auch für die Produktion verantwortlich.
Die Erstveröffentlichung von Telling the World erfolgte als Musikvideo am 18. März 2011. Als Tonträger erschien es erstmals als Teil des Soundtracks zu Rio am 1. April 2011. Eine Woche später wurde es als Single ausgekoppelt. Am 20. Juni 2011 erschien es als Teil der „Special Edition“ von Cruz’ zweitem Studioalbum Rokstarr sowie am 2. Dezember 2011 als Teil des dritten Studioalbums TY.O.

## Inhalt
Der Text handelt von jemandem, der, thematisch zum Film, die Frau seiner Träume findet.

## Musikvideos
Es existieren zwei Musikvideos. Eines ist kürzer, vom April 2011, und zeigt Taio Cruz im Studio, während man Charaktere aus dem Film sprechen hört und sie, via Filmszenen oder eingebettet im Studio, sieht. Das längere Musikvideo, das auch zuerst veröffentlicht wurde, wurde in einer Stadt und am Strand gedreht und zeigt einen gutgelaunten, teilweise herumspazierenden Taio Cruz und eine Frau, die sich offenkundig mögen. Es werden wieder Filmszenen eingeblendet oder laufen im Hintergrund als Projektionen mit.

## Charts und Chartplatzierungen
| ChartsChartplatzierungen                 | Höchstplatzierung | Wochen |
| ---------------------------------------- | ----------------- | ------ |
| Deutschland (GfK)                        | 35 (12 Wo.)       | 12     |
| Österreich (Ö3)                          | 21 (4 Wo.)        | 4      |
| Niederlande (Media Markt / Dutch Charts) | 96 (1 Wo.)        | 1      |